# Neoathyreus isthmius
Neoathyreus isthmius är en skalbaggsart som beskrevs av Henry Fuller Howden 1999. Neoathyreus isthmius ingår i släktet Neoathyreus och familjen Bolboceratidae. Inga underarter finns listade i Catalogue of Life.